# Dominik Bejaoui

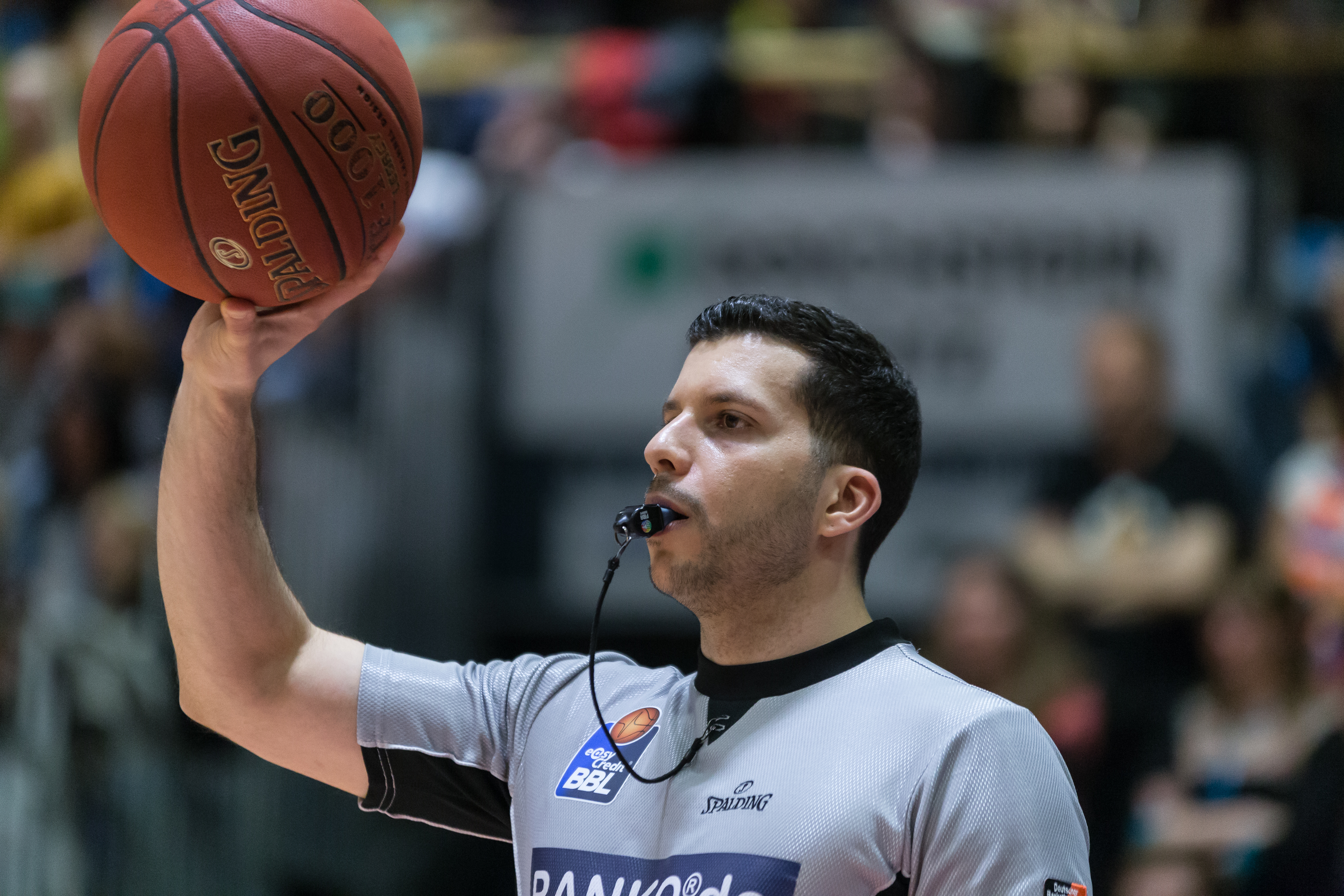
2018 bei einem Bundesligaspiel

Dominik P. Bejaoui (* 14. Oktober 1982) ist ein deutscher Basketballschiedsrichter.

## Leben
Bejaoui leitete ab 2009 Begegnungen in der 2. Bundesliga ProB und ab dem Folgejahr auch in der 2. Bundesliga ProA.
2012 erhielt Bejaoui, der in Münster ein Lehramtsstudium bestritt, Aufnahme in die Schiedsrichterriege für die Basketball-Bundesliga, nachdem er bereits im Spieljahr 2011/12 als Unparteiischer in der Bundesliga zum Einsatz gekommen war.